# Герцог де Фронсак

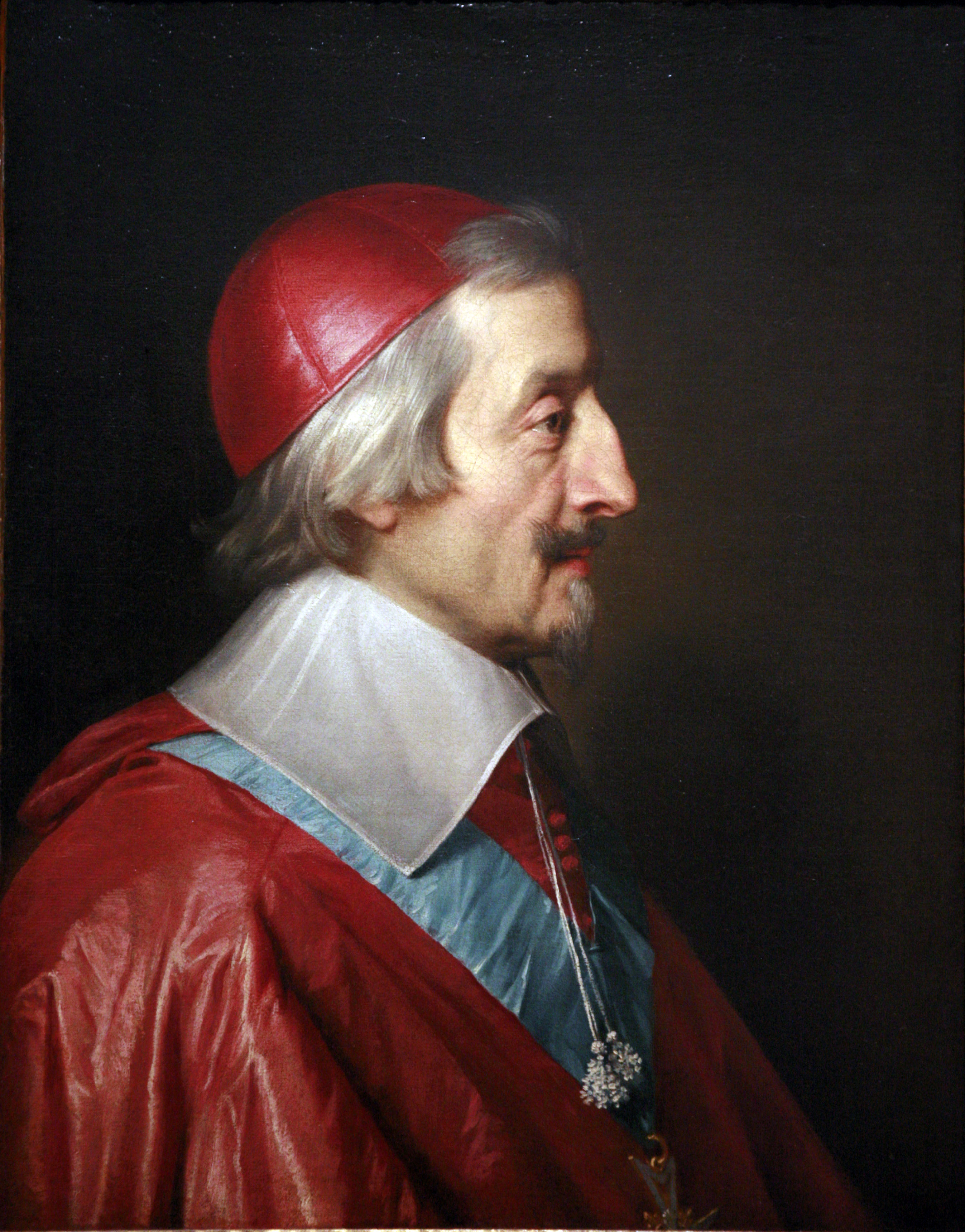
Арман Жан дю Плесси, кардинал, 1-й герцог де Ришельё

Герцог де Фронсак — французский дворянский титул, существовавший дважды в истории Франции (1608—1631, 1634—1822).

## История

### Первая креация
Впервые титул герцога де Фронсака был создан в 1608 году для Леонора д’Орлеан-Лонгвиль (1605—1622), члена дома Лонгвиль, побочной линии династии Валуа. Он был единственным сыном Франсуа III д’Орлеан-Лонгвиль, графа де Сен-Поль (1570—1631). Его мать Анна де Комон (1574—1642), носившая титул маркизы де Фронсак, была дочерью Жоффруа де Комона, маркиза де Фронсак, и Луизы де Латрак. После смерти в 1622 году Леонора герцогский титул перешел к его отцу, Франсуа III д’Орлеан-Лонгвиль, герцогу де Шато-Тьерри и графу де Сен-Поль, который скончался, не оставив после себя потомства.
- 1608—1622: Леонор д’Орлеан-Лонгвиль (1605—1622), единственный сын Франсуа III д’Орлеан-Лонгвиль, графа де Сен-Поль (1570—1631) и Анны де Комон (1574—1642), маркизы де Фронсак. Скончался бездетным, после чего его титул унаследовал его отец. Леонор скончался во время осады Монпелье.
- 1622—1631: Франсуа III д’Орлеан-Лонгвиль (1570—1631), граф де Сен-Поль и герцог де Шато-Тьерри. Второй сын Леонора д’Орлеана, герцога де Лонгвиля (1540—1573), и Марии де Бурбон (1539—1601), титулярной герцогини де Эстутвиль, дочери Франциска I Бурбон-Вандома (1491—1545), графа де Сен-Поля (1495—1545), и Адрианы де Эстутвиль. После смерти бездетного Франсуа д’Орлеан-Лонгвиля герцогский титул прервался.

### Вторая креация
В 1634 году титул герцога де Фронсака был вторично создан для Армана Жана дю Плесси, кардинала Ришельё (1585—1642). В дальнейшем титул герцога де Фронсака использовался сыновьями герцогов де Ришельё в качестве титула учтивости.
- 1634—1642: Арман Жан дю Плесси, кардинал, 1-й герцог де Ришельё (9 сентября 1585 — 4 декабря 1642)
- 1642—1646: Жан Арман де Майе, маркиз де Брезе (18 октября 1613 — 14 июня 1646), племянник предыдущего, сын маршала Франции Юрбена де Майе-Брезе (1597—1650), и Николь дю Плесси-Ришельё, младшей сестры кардинала
- 1646—1674: Клер-Клеманс де Майе (25 апреля 1628 — 16 апреля 1694), сестра предыдущего, дочь Юрбена де Брезе, маркиза де Брезе. Супруга «Великого Конде», который получил также титул герцога де Фронсака. В 1674 году Клэр-Клеменс уступила герцогство Фронсак своему двоюродному брату Арману Жану де Плесси, герцогу Ришельё.
- 1674—1715: Арман Жан де Виньеро дю Плесси, герцог де Ришельё (3 октября 1629 — 20 мая 1715), старший сын Франсуа де Виньеро, маркиза де Пон-Курле (1609—1646)
- 1715—1788: Луи Франсуа Арман де Виньеро дю Плесси, герцог де Ришельё (13 марта 1696 — 8 августа 1788), старший сын предыдущего. Он унаследовал титул герцога де Фронсака в 1715 году, но носил этот герцогский титул с момента рождения.
- 1788—1791: Луи-Антуан-Софи де Виньеро дю Плесси, герцог де Ришельё (4 февраля 1736—1791), единственный сын предыдущего. Он получил герцогский титул в 1788 году, но носил его с момента своего рождения
- 1791—1822: Арман-Эммануэль де Виньеро дю Плесси, герцог де Ришельё (14 сентября 1766 — 17 мая 1822), единственный сын предыдущего. Он унаследовал титул герцога де Фронсака в 1791 году, но носит титул граф де Шинона с момента своего рождения в 1788 году, а с 1788 по 1791 год — герцога де Фронсака. Премьер-министр Франции в 1815—1816, 1820—1821 годах.